# 수족냉증
수족냉증(手足冷症)이란 평소에도 손과 발이 차가워지는 증상이 있는 것이다.

## 증상 완화 방법
하지만 증상을 완화시키는 방법이 있으며 밖에 나갈때는 겨울에 장갑을 착용하면 조금 증상이 완화된다. 
다만 손의 색상이 흰색으로 창백해지거나 붉게 혹은 푸른색으로 변화한다면 레이노증후군을 의심해 봐야 한다. 레이노 증후군은 손뿐만 아니라 발 그리고 입술 귓불 같은 곳곳에 일시적으로 혈류가 감소하는 상태로 추위에 반응하며, 전체 인구의 약 5%에 영향을 미치는 상대적으로 흔한 질병이다. 

## 수족냉증 비율
생각보다 수족냉증이 있는 사람은 훨씬 많다. 보통 남성보다 여성들이 많이 있다.

## 이름의 유래
수족냉증의 이름은 손 수(手), 발 족(足)을 사용해서 만들어졌다.